# Bogusław X Wielki

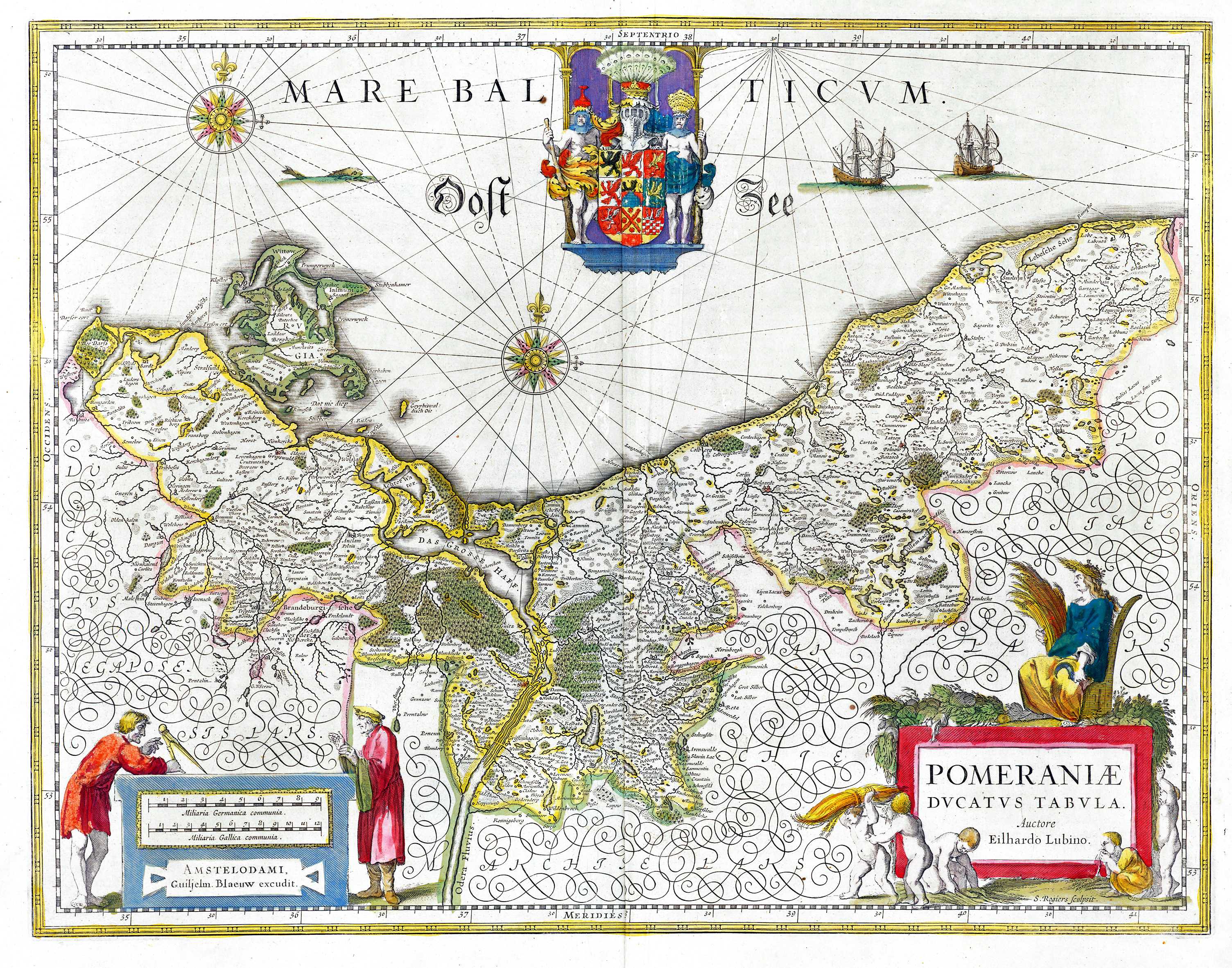
Mapa Księstwa Pomorskiego z 1635

Bogusław X Wielki (ur. 28 lub 29 maja 1454 zap. w Słupsku lub Darłowie, zm. 5 października 1523 w Szczecinie) – syn Eryka II, księcia wołogoskiego, słupskiego i szczecińskiego z rodu Gryfitów oraz Zofii.
Przydomek „Wielki” nadano Bogusławowi X ze względu na mądrą i dojrzałą politykę. Spośród wszystkich książąt pomorskich cieszy się do dziś największym uznaniem potomnych. Umocnił władzę książęcą przez utworzenie sądu nadwornego, centralnej administracji, kancelarii i urzędu marszałka. Zreformował dwór i zarząd księstwem.
Książę uporządkował finanse, ożywił handel, a także zlikwidował rozbój na drogach. Uczynił Szczecin stolicą księstwa i siedzibą instytucji państwowych, skupiając centralne urzędy przy dworze książęcym oraz tworząc książęcą mennicę. Był inicjatorem przebudowy wszystkich książęcych zamków w księstwie. Przeprowadził na Pomorzu Zachodnim reformę skarbu i administracji. W 1478 zjednoczył księstwa pomorskie.

## Lata młodości
Nie jest do końca pewne miejsce jego urodzenia. Jedne źródła wskazują na Słupsk, inne zaś na Darłowo. Jego dzieciństwo i młodość otoczone są mgłą tajemnicy. Z tego też względu, wśród ludu pomorskiego narosło wiele legend, które tyczyły wczesnego okresu życia księcia. Między innymi opowiadano, że Bogusław wychowywany był przez prostego chłopa z Łącka – Hansa Langego, ponieważ zmuszony był uciekać z rodzinnego domu w obawie, by nie otruła go własna matka. W rzeczywistości sprawa wyglądała inaczej. Księżna Zofia starała się zaszczepić w synu miłość do Korony Królestwa Polskiego.
Ponad wszelką wątpliwość wiadomo natomiast, iż Bogusław X był najstarszym synem księcia Eryka II i Zofii. Na świat przyszedł w 1454. W latach 1466–1468 przebywał prawdopodobnie na Wawelu, gdzie pobierał nauki u Jana Długosza. Pobyt ten zaowocował późniejszym małżeństwem z Anną Jagiellonką, córką króla Kazimierza Jagiellończyka, który pasował młodego księcia na rycerza (1476).

## I okres rządów (1474-1496)

### Konflikt z elektorem brandenburskim
Władzę w księstwie szczecińskim i słupskim Bogusław X objął w 1474, po śmierci ojca Eryka II. Brandenburgia zagroziła wojną, ponieważ młody książę odmówił złożenia hołdu lennego elektorowi Albrechtowi III Achillesowi, któremu wcześniej ceremonię składał jego ojciec. W zdecydowanej postawie Bogusława i umocnieniu władzy – pomocy udzieliła jego matka, księżna Zofia. Jesienią 1474 uczestniczyła wraz z synem w zjeździe stanów pomorskich, w Stargardzie, na którym Bogusław potwierdził przywileje szlachty. Księżna oficjalnie zrzekła się praw do ziem słupskich na rzecz swego syna. Uzgodniono jednocześnie przekazanie jemu części dochodów, z jej oprawy wdowiej.
W maju 1475, w Darłowie odbyło się spotkanie Bogusława z matką, przy którym oboje uzgodnili wspólną politykę wobec Brandenburczyków. Miesiąc później, Zofia postanowiła interweniować u samego cesarza Fryderyka III, z prośbą o ochronę jej syna, jako prawowitego następcy. List Zofii i wstawiennictwo cesarza spowodowały powstrzymanie elektora od działań wojennych z Bogusławem, choć wcześniej ten zbrojnie wystąpił przeciw Albrechtowi.
Elektor brandenburski sprowokowany otwartym konfliktem, rozpoczął działania od oblężenia Gryfina oraz Pyrzyc. W tych ostatnich przebywał Gryfita. Po ucieczce z obleganego miasta, w chłopskim przebraniu, książę rozpoczął oficjalne rokowania, które miały przynieść trwały pokój. W dwa lata później doszło do kolejnych działań zbrojnych, które zostały wywołane przez księcia pomorskiego. Brandenburczycy szybko opanowali sytuację i przeszli do kontrataku. Zajęli Banie, Pełczyce, Kołbacz, Szadzko i okoliczne ziemie Dąbia. Bogusław ponownie prosił matkę, aby wstawiła się w jego sprawie, tym razem u króla polskiego Kazimierza Jagiellończyka. Zawarty został rozejm. Ceną umowy, która dała Bogusławowi gwarancję dziedzicznego prawa do księstwa miał być ślub z Małgorzatą, bratanicą elektora, który został zawarty po 21 września 1477.

### Zatarg z Radą Miejską Koszalina
Do historii przeszła bitwa, jaką Bogusław i jego książęcy towarzysze stoczyli przeciwko obywatelom Koszalina. Książę bawił ze swym dworem w Sianowie. Członkowie rady miejskiej, w odwecie za domniemany rozbój dokonany na koszalińskich kupcach przez czeladź książęcą, wysłali pod Sianów oddział zbrojny, celem ujęcia winnych i przykładnego ich ukarania. Wspomniany oddział, który przybył do Sianowa, począł szturmować bramy miejskie. Wywiązała się regularna bitwa, w której górą okazali się koszalinianie. Książę Bogusław X cudem uniknął śmierci. Jeden z przeciwników zamachnął się na niego halabardą. Jedynie szybka interwencja i bystry umysł dowódcy grodu, Adama Podewilsa, uchroniły księcia od niechybnego ciosu. Został on jednak, razem ze swoją drużyną, wzięty do niewoli i przewieziony do Koszalina wozem przeznaczonym do rozwożenia mierzwy.
Gdy goniec doniósł radzie miejskiej o obrocie wydarzeń, przerażony burmistrz wyjechał na spotkanie karawanu. Prosił Bogusława X o przebaczenie i udział w wieczerzy. Ten jednak ani myślał o takim zakończeniu sprawy. Doznane upokorzenie wymagało srogiej zemsty. W wyniku przeprowadzonych rokowań, miasto zobowiązało się do wielu ustępstw na rzecz księcia jako zadośćuczynienia za wyrządzone mu szkody. Zmuszone zostało m.in. podarować Bogusławowi X dwieście koni, wyprawić dla całego dworu kilkudniową ucztę w oznaczonym terminie oraz zburzyć bramę miejską, przez którą książę i jego drużyna wjeżdżali do miasta jako jeńcy, w taki sposób, aby Bogusław X mógł przejechać konno po gruzach tej bramy. W dniu przyjazdu księcia miasto miało być odświętnie przybrane, cała jego ludność z radą miejską i duchowieństwem na czele, z krzyżami i sztandarami miała wyjść za obręb miasta na spotkanie księcia i na klęczkach prosić go o łaskę przebaczenia lekkomyślnego napadu. Odtąd nie odnotowano poważniejszych zatargów między księciem a Radą Miejską Koszalina.

### Spory ze Słupskiem w XV wieku
30 lipca 1476 książę potwierdził mieszczanom wszystkie ich posiadłości, przywileje i prawa. W tym samym roku przedstawił również decyzję o niepodejmowaniu budowy zamku w Słupsku, gdzie wcześniej taki projekt wysuwali jego książęcy poprzednicy.
Miasto Słupsk i Bogusław wysuwali wobec siebie wiele pretensji, na gruncie których narastał spór. W 1481 książę oskarżał miasto o udzielanie ochrony mordercom wójta książęcego, dokonanie wespół z Kołobrzegiem zbrojnego najazdu na dobra rodu Borków, czynienie trudności książęcemu młynarzowi w kupnie i wywozie zboża, które było sprzeczne z prawem łowienia ryb w rzece Słupi, w tym także łososia, oraz naruszenie praw książęcych w zakresie jurysdykcji. W konsekwencji pomiędzy księciem a radą miasta doszło do zawarcia ugody, w której władca zobowiązał się do ochrony praw i przywilejów miejskich.
Jeszcze w latach 80. XV w. kolejne spory doprowadziły do wydania przez Gryfitę – całkowitego zakazu połowu na odcinku między Słupskiem a ujściem rzeki Słupi do morza. Miasto zostało również pozbawione prawa jurysdykcji w części, która należała do księcia.

### Zjednoczenie księstw pomorskich
W 1478, po śmierci Warcisława X – Bogusław przejął władzę w księstwie wołogoskim. Tym samym zjednoczył księstwa pomorskie w jeden organizm państwowy. Książę uporządkował wszystkie sprawy państwowe, m.in. dochody książęce, poprzez oszczędności wydatków. Przejmował pod swoją kuratelę rozgrabione lub zastawione majątki książęce. Nieuczciwych poborców podatkowych i dzierżawców majątków książęcych usunął, a w ich miejsce powołał nowych i bardziej wykształconych ludzi. Byli nimi z reguły duchowni, którzy zostali obdarowani lennami kościelnymi. Zmniejszono również wydatki samego dworu książęcego.
W księstwie zwiększono siły zbrojne, dzięki którym zlikwidowano rozboje, burzono dobra rycerzy-rabusiów, którzy dotkliwie przyczyniali się do obniżania bezpieczeństwa na drogach pomorskich. Decyzje te wpłynęły na poprawę bezpieczeństwa i odbudowę handlu, dzięki czemu nastąpił rozwój miast.

#### Traktat przęcławski
Po zjednoczeniu księstw pomorskich, ponownie rozpoczęły się roszczenia elektora do Pomorza Zachodniego. Zaistniała groźba całkowitego przejęcia dóbr bogusławowych i włączenia ich do marchii. Niektórzy możni złożyli hołd elektorowi. Kazimierz Jagiellończyk, który nie chciał aby Marchia Brandenburska poszerzyła swoje wpływy na Pomorzu pośrednio doprowadził do rozejmu, który zakończył się podpisaniem traktatu pokojowego w Przęcławiu, w dniu 26 lipca 1479.
Traktat przewidywał, że Bogusław X zostanie lennikiem elektorskim z całego zjednoczonego księstwa. Na mocy porozumienia – Brandenburczycy inkorporowali kilka obszarów, m.in. Pełczyce wraz z przyległym okręgiem. Gryfita, mimo że stał się oficjalnym lennikiem, nie zamierzał rezygnować z dotychczasowej niezależności. Doprowadził do umocnienia swojej władzy poprzez dalsze reformy księstwa.

### Projekt unii personalnej z Koroną
Kwestia niebezpieczeństwa ze strony Brandenburgii pozostawała nadal otwarta. W zamyśle Bogusława X powstał pomysł związania unią personalną księstwa pomorskiego z Koroną Królestwa Polskiego. Pierwsze próby miały miejsce za czasów Kazimierza Jagiellończyka, którego efektem było drugie małżeństwo Gryfity z córką polskiego dynasty, Anną Jagiellonką, w lutym 1491. Według B. Dopierały związek ten miał być gwarantem nie tyle utrzymania ciągłości dynastycznej, co zdecydowanym zbliżeniem do władców Polski.
Dalsze projekty były wysuwane przez synów Kazimierza Jagiellończyka oraz kanclerza wielkiego koronnego Jana Łaskiego, którzy proponowali złożenie hołdu królowi polskiemu przez Gryfitę. Gwarantowali zatrzymanie ziem pomorskich jako lenna dziedzicznego wraz z nowymi nabytkami terytorialnymi, które po części były już lennem pomorskim (ziemie lęborska i bytowska) oraz wałecką i drahimską, które miały być odłączone od Wielkopolski. Sprawa ziemi lęborskiej i bytowskiej wróciła ponownie w 1496, kiedy król Polski Jan Olbracht zażądał zwrotu zajętego terytorium. Książę pomorski tego jednak nie uczynił, stosując tzw. politykę uniku, podobnie jak to miało miejsce w 1485, kiedy stany Prus Królewskich żądały zwrotu Lęborka i Bytowa.

### Polityka wewnętrzna
Bogusław wypędził ze swojego państwa Żydów, cieszących się do tej pory swobodą w zamian za opłacanie specjalnego podatku.

## Pielgrzymka do Ziemi Świętej

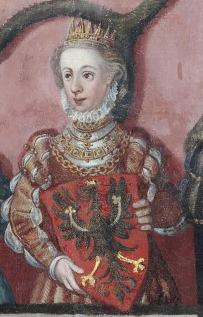
Anna Jagiellonka

### Regencja Anny Jagiellonki (1496-1498)
16 grudnia 1496 Bogusław podjął pielgrzymkę do Ziemi Świętej. Na ten czas opiekę nad państwem pomorskim powierzył żonie – Annie Jagiellonce, którą w sprawach państwowych wspierał bp kamieński Benedykt Wallenstein oraz kanclerz Jerzy Kleist. Opiekę pośrednią sprawowali również – król Polski Jan Olbracht oraz król duński Chrystian I. Wyprawa Bogusława X trwała do 12 kwietnia 1498.
Anna, która miała zaledwie 21 lat, pozostała z trójką dzieci na zamku szczecińskim. Poza obowiązkami państwowymi, według (T. Kantzowa), podejmowała działania w zakresie pomocy i poparcia dla swoich poddanych, wspierała księży i ubogich. Jej małżeństwo z Bogusławem przyczyniło się do rezygnacji ze zwierzchnictwa Brandenburgii nad Pomorzem w 1493 (układ pyrzycki).

### Sprawa Pomorza
Książę, zanim dotarł do Wenecji, skąd miała rozpocząć się pielgrzymka, spotkał się z dynastami europejskimi, w tym, z królem niemieckim – Maksymilianem I. Z tym ostatnim podejmował rozmowy w zakresie próby uzyskania tytułu księcia Rzeszy. Według niego miało to zabezpieczyć jego interesy na dalsze lata rządów oraz zapobiec dalszych roszczeń elektorów do ziem pomorskich, tym bardziej, że Brandenburczycy przy układzie pyrzyckim z 1493 zachowali ekspektatywę, na wypadek wygaśnięcia linii gryfickiej. Rozmowy z królem niemieckim zakończyły się fiaskiem.

## II okres rządów (1498-1523)

### Bunt mieszczan szczecińskich
Bogusław postanowił uczynić ze Szczecina stolicę księstwa na poziomie europejskim. Swoje zamierzenie rozpoczął od dalszej rozbudowy książęcego zamku, której początki sięgają lat 90. XV w. Wzorce czerpał z europejskich dworów, a szczególnie z włoskich pałaców. Prawdopodobnie, ówcześnie powstał trzykondygnacyjny Duży Dom (książęcy), z wieżą zegarową i ze sklepieniami, które były oparte na układzie dwunawowym i siedmiu filarach. Zadbał jednocześnie o estetyczny wygląd i ubiór swojego dworu, który nie odbiegał od znanych, królewskich. Dalsze zabiegi księcia o pozyskanie terenów pod rozbudowę siedziby książęcej zakończyły się zatargiem z mieszczanami, którym nie podobał się wzrost aktywności księcia i plany zwiększenia stawek celnych, które mogły naruszyć podstawy swobodnego handlu.
W 1502 doszło do otwartego buntu, który był wymierzony przeciw rodzinie książęcej. Stawki celne wprowadzone w Wołogoszczy i Dębogórze były nie do przyjęcia przez gildie kupiectwa szczecińskiego. Innym powodem sporu było nieprzestrzeganie rozporządzeń, w kwestii bicia monety oraz zatarg o trzy młyny w Niemierzynie, które książę nabył bez zgody ich właścicieli. Kiedy spór narastał – Gryfita wprowadził blokadę gospodarczą miasta. Dla zapewnienia bezpieczeństwa bliskim, przeniósł żonę wraz z dziećmi, do nowo wybudowanego zamku we Wkryujściu. Przyniosło to odwrotny skutek od zamierzonego. Po kilkunastu miesiącach, w wyniku zaawansowanej choroby płuc od wilgoci zamku – Anna zmarła, mając zaledwie 27 lat.
Władze miejskie Szczecina, po śmierci Anny i za pośrednictwem delegacji przeprosiły oficjalnie księcia. Szczecinianie zmuszeni zostali do zapłacenia wysokiego odszkodowania księciu, w wysokości 1 tysiąca guldenów oraz przekazania terenu pod dalszą rozbudowę zamku. Teren ten pozyskano poprzez wyburzenie części budynków mieszczańskich. W dalszych latach dochodziło jeszcze do sporów miasta z księciem, które ciągnęły się do 1514, jednak nie przekształcały się one w stan otwartych konfliktów i wzajemnych niechęci. Sprawy sporne rozstrzygały sądy dworskie.

### Rokowania w sprawie unii personalnej
13 lutego 1504, król Polski Aleksander Jagiellończyk podczas obrad sejmu piotrkowskiego oddelegował posła i dziekana gnieźnieńskiego Mikołaja z Kościelca do wstępnych rozmów z Bogusławem X. Dyplomatyczne zabiegi pełnomocnika królewskiego, doprowadziły do zjazdu z księciem pomorskim, który został zaplanowany na 8 września 1506 w Chojnicach. Król Polski, w zamian za złożenie hołdu, złożył zobowiązanie do przekazania w posiadanie: Wałcza, Drahimia, Lęborka i Bytowa. Książę pomorski miał również otrzymywać dożywotnio 400 dukatów węgierskich. Rozmowy zjazdu zostały przerwane na skutek nagłej śmierci polskiego króla.
Sprawa unii ponownie wróciła w 1513, kiedy Bogusław X, podczas ślubu swego syna Jerzego I z Amelią palatyńską, zainteresował kwestią, biorącego w uroczystościach posła króla Zygmunta Starego. Władca Polski jednak, podobnie jak poprzednio Gryfita – nie był zainteresowany połączeniem obu państw. Do sprawy włączył się Jan Łaski w 1517, który był już prymasem Polski. Tenże prowadził rozmowy nie tyle z pomorskim księciem, co z wielmożami wielkopolskimi i małopolskimi. Król Polski odłożył rozmowy do czasu swego przybycia do Polski i zwołania sejmu w Krakowie. Rokowania pomiędzy władcami zostały jednak odsunięte na dalszy plan, z uwagi na wojnę polsko-krzyżacką w latach 1519-1521, w której władca księstwa pomorskiego opowiedział się po stronie Korony. Oddalenie zagrożenia krzyżackiego od Korony doprowadziło do zaniechania dalszych rokowań Zygmunta Starego w kwestii pomorskiej.

### Ostatnie lata życia
Niewiele wiadomo o ostatnich latach życia księcia. Najprawdopodobniej prowadził wówczas dość swawolne życie, często zaniedbując rządzenie swym księstwem. Mimo to potrafił zadbać o sprawy najważniejsze dla Pomorza. Na sejmie w Wormacji w 1521 zdobył powszechne uznanie za troski o losy księstwa i został księciem Rzeszy. Jeszcze w 1523, niedługo przed śmiercią bronił w Norymberdze praw księstwa pomorskiego przed zakusami Brandenburczyków.
Po niemal pięćdziesięciu latach sprawowania władzy – 5 października 1523 Bogusław X Wielki zmarł w Szczecinie, skąd przez ostatnie lata rządził księstwem. Został pochowany 11 października, w kościele św. Ottona. Po śmierci Bogusława X władzę na Pomorzu objęli jego synowie Jerzy I i Barnim IX Pobożny, którzy zadbali o dalszy rozwój księstwa pomorskiego.

## Rodzina Bogusława X

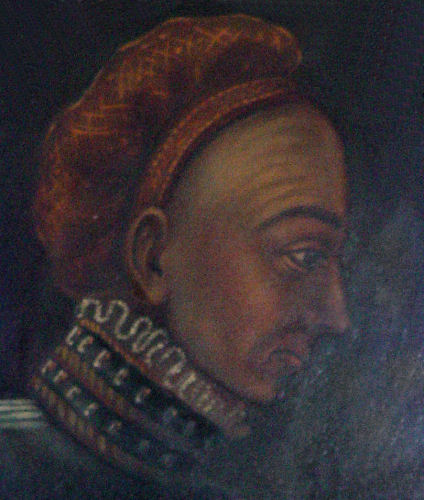
Bogusław X

Bogusław X był dwukrotnie żonaty. Pierwszą małżonką była Małgorzata brandenburska, córka elektora Fryderyka II Żelaznego (Hohenzollerna) i Katarzyny saskiej, z którą nie doczekał się potomstwa. Na okres złych stosunków z pierwszą żoną przypada zapewne związek z nieznaną bliżej konkubiną lub konkubinami, z którą/którymi Bogusław miał naturalne potomstwo, tj. jednego lub dwóch synów.
- Krzysztofa (ur. najp. przed 1488, zm. zap. 1521) – kanonik kamieński, archidiakon dymiński i trzebusicki,
- Joachima? (ur. przed 1488, zm. zap. najp. 1549) – prepozyt kołobrzeski[28].

Drugą małżonką księcia pomorskiego była Anna Jagiellonka, córka Kazimierza Jagiellończyka, króla Polski i Elżbiety Rakuszanki. Ze związku z Anną, pochodziło ośmioro dzieci:
- Anna pomorska (ur. na przeł. 1491/1492, zm. 25 kwietnia 1550) – żona Jerzego I brzeskiego, księcia legnickiego; księżna brzeska i lubińska,
- Jerzy I pomorski (ur. 11 kwietnia 1493, zm. na przeł. 9/10 maja 1531) – książę pomorski, szczeciński i wołogoski,
- Kazimierz (ur. 28 kwietnia 1494, zm. 29 października 1518),
- Elżbieta (ur. na pocz. 1499, zm. przed 27 maja 1518),
- Barnim (ur. 12 kwietnia 1500, zm. przed 2 grudnia 1501),
- Zofia pomorska (ur. na pocz. 1501, zm. 13 maja 1568) – żona Fryderyka I Oldenburga, króla Danii i Norwegii,
- Barnim IX Pobożny (Stary) (ur. 2 grudnia 1501, zm. 2 listopada 1573) – książę pomorski, szczeciński i wołogoski,
- Otton IV (ur. najwcz. II poł. 1502, najp. przed 12 sierpnia 1503, zm. przed 1518)[29].

### Genealogia
| Warcisław IX ur. 1395? lub w okr. 1395–1400 zm. 17 IV 1457 | Warcisław IX ur. 1395? lub w okr. 1395–1400 zm. 17 IV 1457 |                                                       |                                                       | Zofia ur. najwcz. 1374 zm. 1462 | Zofia ur. najwcz. 1374 zm. 1462 |  |  | Bogusław IX ur. najp. 1405 zm. 7 XII 1446 | Bogusław IX ur. najp. 1405 zm. 7 XII 1446 |                                     |                                     | Maria mazowiecka ur. najp. w okr. 1412–1415 zm. 18 II 1454 | Maria mazowiecka ur. najp. w okr. 1412–1415 zm. 18 II 1454 |
|                                                            |                                                            |                                                       |                                                       |                                 |                                 |  |  |                                           |                                           |                                     |                                     |                                                            |                                                            |
|                                                            |                                                            |                                                       |                                                       |                                 |                                 |  |  |                                           |                                           |                                     |                                     |                                                            |                                                            |
|                                                            |                                                            | Eryk II ur. w okr. 1418–1425 lub poźn. zm. 5 VII 1474 | Eryk II ur. w okr. 1418–1425 lub poźn. zm. 5 VII 1474 |                                 |                                 |  |  |                                           |                                           | Zofia ur. ok. 1434 zm. 24 VIII 1497 | Zofia ur. ok. 1434 zm. 24 VIII 1497 |                                                            |                                                            |
|                                                            |                                                            |                                                       |                                                       |                                 |                                 |  |  |                                           |                                           |                                     |                                     |                                                            |                                                            |
|                                                            |                                                            |                                                       |                                                       |                                 |                                 |  |  |                                           |                                           |                                     |                                     |                                                            |                                                            |
|                                                            |                                                            |                                                       |                                                       |                                 |                                 |  |  |                                           |                                           |                                     |                                     |                                                            |                                                            |

| 1 Małgorzata brandenburska ur. ok. 1450 zm. II poł. 1489 OO zap. po 21 IX 1477 | 1 Małgorzata brandenburska ur. ok. 1450 zm. II poł. 1489 OO zap. po 21 IX 1477 | 2 NN (konkubina, konkubiny?) ur. ? zm. ?    | 2 NN (konkubina, konkubiny?) ur. ? zm. ?    | Bogusław X Wielki (ur. 28 lub 29 V 1454 zm. 5 X 1523) | Bogusław X Wielki (ur. 28 lub 29 V 1454 zm. 5 X 1523) | 3 Anna Jagiellonka ur. 12 III 1476 zm. 12 VIII 1503 OO 2 II 1491 | 3 Anna Jagiellonka ur. 12 III 1476 zm. 12 VIII 1503 OO 2 II 1491 |                                                                           |                                                                           |
|                                                                                |                                                                                |                                             |                                             |                                                       |                                                       |                                                                  |                                                                  |                                                                           |                                                                           |
|                                                                                |                                                                                |                                             |                                             |                                                       |                                                       |                                                                  |                                                                  |                                                                           |                                                                           |
|                                                                                | 2                                                                              |                                             | 2                                           |                                                       | 3                                                     |                                                                  | 3                                                                |                                                                           | 3                                                                         |
| Krzysztof ur. najp. przed 1488 zm. zap. 1521                                   | Krzysztof ur. najp. przed 1488 zm. zap. 1521                                   | Joachim? ur. przed 1488 zm. zap. najp. 1549 | Joachim? ur. przed 1488 zm. zap. najp. 1549 | Anna pomorska ur. na przeł. 1491/1492 zm. 25 IV 1550  | Anna pomorska ur. na przeł. 1491/1492 zm. 25 IV 1550  | Jerzy I pomorski ur. 11 IV 1493 zm. na przeł. 9/10 V 1531        | Jerzy I pomorski ur. 11 IV 1493 zm. na przeł. 9/10 V 1531        | Kazimierz ur. 28 IV 1494 zm. 29 X 1518                                    | Kazimierz ur. 28 IV 1494 zm. 29 X 1518                                    |
|                                                                                | 3                                                                              |                                             | 3                                           |                                                       | 3                                                     |                                                                  | 3                                                                |                                                                           | 3                                                                         |
| Elżbieta ur. na pocz. 1499 zm. przed 27 V 1518                                 | Elżbieta ur. na pocz. 1499 zm. przed 27 V 1518                                 | Barnim ur. 12 IV 1500 zm. przed 2 XII 1501  | Barnim ur. 12 IV 1500 zm. przed 2 XII 1501  | Zofia pomorska ur. pocz. 1501 zm. 13 V 1568           | Zofia pomorska ur. pocz. 1501 zm. 13 V 1568           | Barnim IX (XI) Pobożny (Stary) ur. 2 XII 1501 zm. 2 XI 1573      | Barnim IX (XI) Pobożny (Stary) ur. 2 XII 1501 zm. 2 XI 1573      | Otton IV ur. najwcz. II poł. 1502 najp. przed 12 VIII 1503 zm. przed 1518 | Otton IV ur. najwcz. II poł. 1502 najp. przed 12 VIII 1503 zm. przed 1518 |

## Polityka gospodarcza
Za sprawą księcia Bogusława zreformowano system podatkowy wsi i miast. Wprowadzono bezpośrednie podatki od nieruchomości. Bogusław X w 1489 zreformował również politykę monetarną w swoim księstwie i ujednolicił rodzaj oraz jakość monet wybijanych w dużych miastach Pomorza. Ściśle została określona wielkość i wartość monet oraz zawartość w nich metali szlachetnych, co pozwoliło zapobiec fałszerstwom i denominacji monet. Niewątpliwym sukcesem księcia Bogusława X było otrzymanie w 1498 w parlamencie freiburgskim prawo do bicia monet ze złota. Jednolita polityka monetarna oddziaływała korzystnie na rozwój gospodarczy księstwa.
Ważnym źródłem bogactwa Bogusława X okazały się nowe regulacje w sektorze leśnictwa wprowadzone przez księcia w 1492. Nieautoryzowane wycinanie drzewostanu w lasach książęcych zostało zakazane i podlegało karze sądowej. Zagwarantowano stałe ceny drewna oraz węgla drzewnego. Na nowo zdefiniowano prawa łowieckie.

## Donacja książęca
Do jednej, najbardziej znanej i chyba jedynej, należy donacja książęca Bogusława dla Kościoła Mariackiego w Ueckermünde (Niemcy). Ołtarz został ufundowany ok. 1500. Składał się z trzech większych i pięciu mniejszych płaskorzeźb oraz pełnoplastycznej figury św. Piotra. W świątyni pozostawał do XVIII w., kiedy na skutek remontu został przewieziony do Szczecina. Tam pozostawał pod opieką Towarzystwa Historii i Starożytności Pomorza (niem. Gesellschaft für Pommersche Geschichte und Altertumskunde), a od 1929 – Pomorskiego Muzeum Krajowego (niem. Pommersches Landesmuseum).
Podczas II wojny światowej, zdemontowany i wywieziony do Związku Radzieckiego, w tym Rygi. W 1956 dwie kwatery, tj. Opłakiwanie i Pojmanie Chrystusa zostały rewindykowane z Moskwy do Muzeum Pomorza Zachodniego w Szczecinie. Natomiast władze łotewskie w 2006, na skutek porozumienia z premierem Marcinkiewiczem zwróciły dwie kolejne płaskorzeźby, tj. Niesienie Krzyża i Ukrzyżowanie, które po restauracji zabytku (ołtarza) ponownie zostały wystawione w Muzeum Narodowym w Szczecinie.

## Bogusław X w kulturze
Teatr

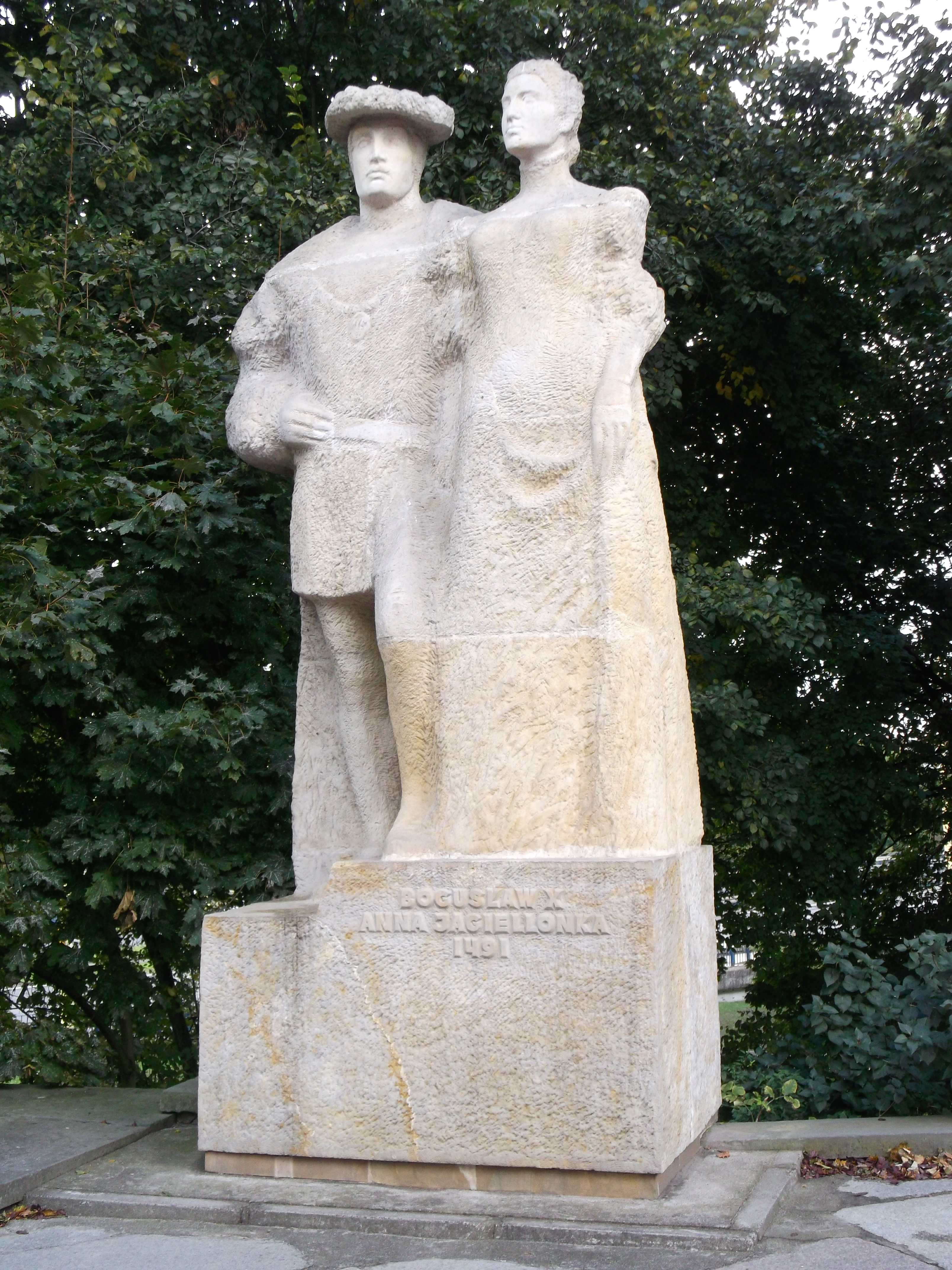
Pomnik Bogusława X i Anny Jagiellonki w Szczecinie

- Bogusław X jest bohaterem pierwszej renesansowej sztuki teatralnej, która traktuje o wyprawie księcia do Ziemi Świętej[34]. Sztuka pt. Tragicocomedia de iherosolomitana (pre)fectione illustrissimi principi..., została napisana przez Johannesa von Kitschera i wydana przez Melchiara Lottera w Lipsku (1501)[35].

Literatura piękna
- Poemat historyczny Bogusław X Czesława Kuriaty, Wojciecha Myślenickiego i Zbigniewa Kaji został wydany nakładem Poznańskich Zakładów Graficznych im. Marcina Kasprzaka w Poznaniu (1980). Poemat C. Kuriaty, w rozszerzonej treści został ponownie wydany przez Stowarzyszenie Bibliotekarzy Polskich w Słupsku (2011) nakładem Zakładu Poligraficznego „Polimer” w Koszalinie[36].
- Cykl powieściowy Czerwone gryfy autorstwa Teresy Bojarskiej
- Powieść Czerwony Sokół autorstwa Ireneusza Gwidona Kamińskiego

Litografia
- Portret Bogusława X autorstwa F. Müllera (wyd.), który został zawarty w publikacji F. Thiedego, Chronik der Stadt Stettin (1849)[37].

Malarstwo
- Portret olejny w drewnie autorstwa Caspara van der Borchta, bądź Josta von Hoffa (1580-1590)[38],
- Bogusław X i Anna Jagiellonka (obraz) autorstwa nieznanego malarza z 1700?[38].

Pomniki
- Pomnik księcia Bogusława X i Anny Jagiellonki. Odsłonięty w 1974, według projektu Leonii Chmielnik i Anny Paszkiewicz, usytuowany został na Zamku Książąt Pomorskich w Szczecinie, przy wieży Dzwonów. Na pomniku z żółtego piaskowca, o wys. ok. 5,20 m znajduje się inskrypcja Bogusław X i Anna Jagiellonka 1491[39][40],
- 12 września 2010 na dziedzińcu Zamku Książąt Pomorskich w Słupsku został uroczyście odsłonięty pomnik Bogusława X. Powstał on z inicjatywy Fundacji „Naji Gòchë”, Rady Rodziny Trzebiatowskich, Zrzeszenia Kaszubsko-Pomorskiego przy współudziale władz miejskich Słupska[41]. Pomnik powstał według szkicu Edwarda Iwańskiego, plastyka miejskiego. Artysta inspirował się portretem Henryka VIII autorstwa Hansa Holbeina z 1536. Pomnik ma wysokość ok. 5 m. Składa się na niego ok. 3-metrowa rzeźba odlana z brązu, która przedstawia postać Bogusława X na planie trapezu i która jest usytuowana na cokole z kamienia francuskiego (monolitu)[42]. Na cokole pomnika umieszczona jest tablica z inskrypcją Bogusław X Wielki 1454-1523, książę Pomorza, Kaszubów i Wendów[43].

Medalierstwo
- Medal Bogusława X przyznawany przez Radę Rodziny Trzebiatowskich osobom zasłużonym dla rodu Trzebiatowskich[44].

## Ku pamięci księcia

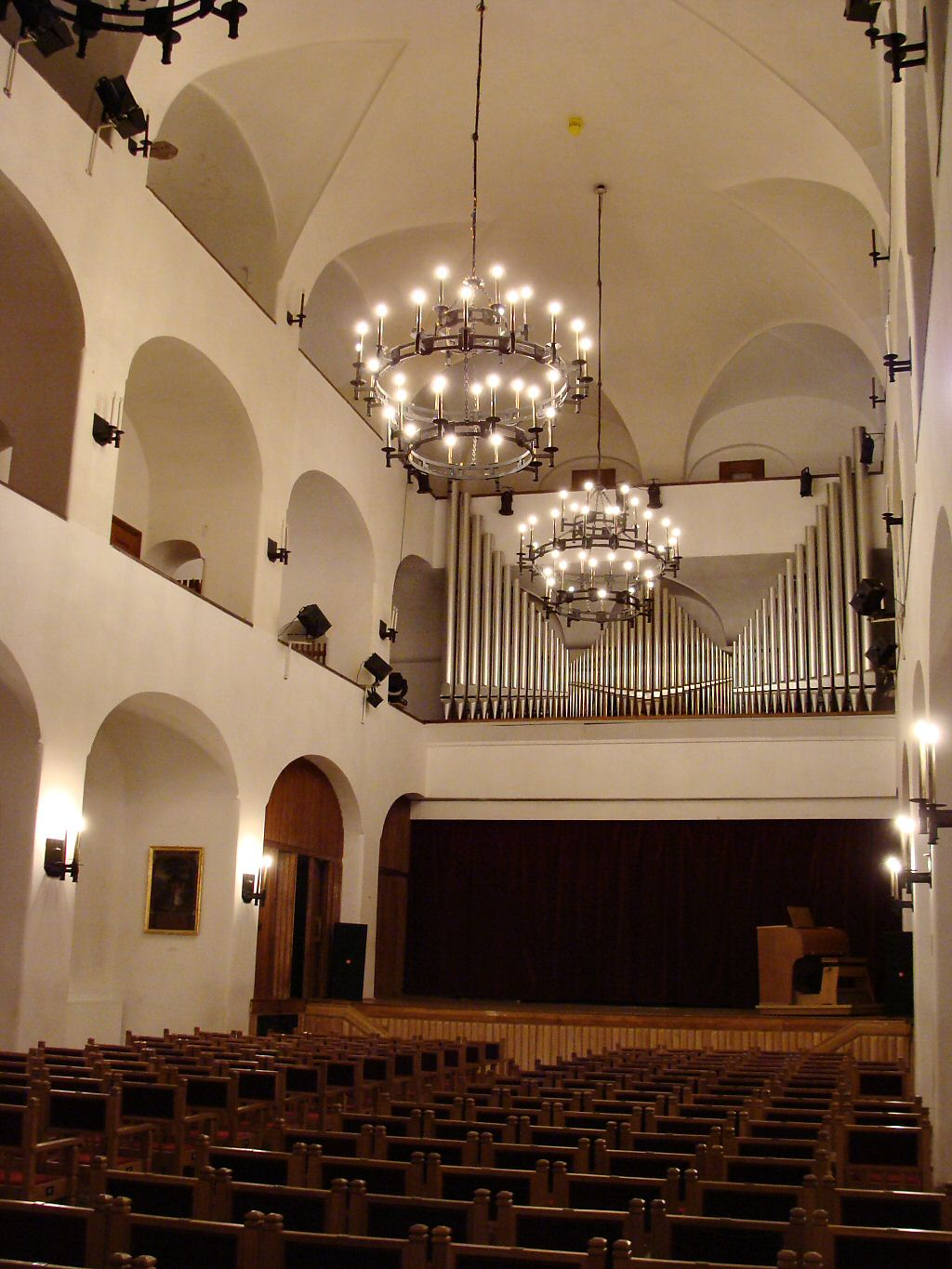
Sala Bogusława X w Zamku Książąt Pomorskich w Szczecinie

Na Pomorzu Zachodnim znajduje się kilka miejsc związanych z osobą księcia Bogusława X. Jego imię pojawia się m.in. w nazwach ulic, szkół, lub pomników przyrody. Do przykładów należą:
Łącko
- W Łącku znajduje się agroturystyczne gospodarstwo pod nazwą Agroturystyka Książę Bogusław X. Z miejscowością tą łączy się legenda, według której książę Bogusław X miał przebywać i wychowywać się pod okiem prostego chłopa – Hansa Langego[4][45].

Police
- Osiedle w Policach, które zostało wydzielone z osiedla Chemik w 1997 nosi imię księcia Bogusława X. Obejmuje ono ulice: Bankową, Piaskową, Kardynała Stefana Wyszyńskiego oraz Ludwika Zamenhofa[46].

Puszcza Wkrzańska
- 600-letni dąb szypułkowy (Quercus robur), tzw. Dąb Bogusława X jest pomnikiem przyrody położonym w Puszczy Wkrzańskiej (woj. zachodniopomorskie) przy drodze Warszewo-Leśno Górne. Według informacji, która znajduje się na tablicy imię zostało nadane na cześć jego zasług na rzecz rozwoju księstwa[47].

Słupsk
- Pomnik księcia na dziedzińcu Zamku Książąt Pomorskich. Odsłonięty 12 września 2010 roku. Brązowa, barczysta postać Bogusława X stoi na granitowym cokole. Pomnik wykonano w Autorskiej Pracowni Rzeźby i Odlewni Roberta Sobocińskiego z Poznania.

Szczecin
- Imieniem księcia pomorskiego została nazwana sala (dawna kaplica) w Zamku Książąt Pomorskich w Szczecinie, który w okresie jego rządów został przebudowany i odnowiony[49].

Patronat
- Szkoły na Pomorzu Zachodnim noszą imię księcia pomorskiego, m.in.
  - Liceum Ogólnokształcące w Białogardzie,
  - Szkoła Podstawowa nr 71, im. Bogusława X i Anny Jagiellonki w Szczecinie.
- W wielu miastach Pomorza Zachodniego, nadano nazwy imieniem księcia ulicom, m.in. w: Białogardzie, Darłowie, Kołobrzegu, Pyrzycach, Słupsku i Szczecinie.

### Opracowania
- Białecki T. (red.), Encyklopedia Szczecina, T. II, Szczecin 2000, ISBN 83-7241-089-5.
- Czacharowski A., Dzieje pogranicza Pomorza Zachodniego z Polską w XIII-XVIII wieku, [w:] Ślaski K. (red.), Pomorze Zachodnie – Nasza ziemia ojczysta, Poznań 1960.
- Dopierała B., Polskie losy Pomorza Zachodniego, Poznań 1970.
- Dziurla H., Sztuka Szczecina, [w:] Labuda G. (red.), Dzieje Szczecina, T. II: Wiek X-1805, Warszawa – Poznań 1985, ISBN 83-01-04344-X.
- Kazimierz Kozłowski, Jerzy Podralski, Gryfici. Książęta Pomorza Zachodniego, Szczecin: Krajowa Agencja Wydawnicza, 1985, ISBN 83-03-00530-8, OCLC 189424372. Brak numerów stron w książce
- Edward Rymar, Rodowód książąt pomorskich, Szczecin: Książnica Pomorska im. Stanisława Staszica, 2005, ISBN 83-87879-50-9, OCLC 69296056. Brak numerów stron w książce
- Szczaniecki M., Ramy terytorialne rozwoju historycznego Pomorza Zachodniego, [w:] Ślaski K. (red.), Pomorze Zachodnie – Nasza ziemia ojczysta, Poznań 1960.
- Szymański J.W., Książęcy ród Gryfitów, Goleniów – Kielce 2006, ISBN 83-7273-224-8.
- Thiede F., Chronik der Stadt Stettin, Stettin 1849.
- Wachowiak B., Szczecin w okresie przewagi państwa feudalnego 1478-1713, [w:] Labuda G. (red.), Dzieje Szczecina, T. II: Wiek X-1805, Warszawa – Poznań 1985, ISBN 83-01-04344-X.
- Wehrmann M., Geschichte von Pommern, Band 1-2, Auflage, Verlag Friedrich Andreas Perthes, Gotha 1919 (Nachdruck, Augsburg 1992, ISBN 3-89350-112-6).

### Opracowania online
- Kitscher J., Tragicocomedia de iherosolomitana (pre)fectione illustrissimi principi..., Open Library, OL: 11758099W [dostęp 2012-03-03] (łac.). Brak numerów stron w książce
- Kuciński I. M., Projektowane pomniki przyrody na terenie Nadleśnictwa Gościno (gmina Rymań) (pol.), [dostęp 2012-03-04].
- Machura Z., Bogusław X (pol.), [w:] regiopedia.pl, Encyklopedia Regionów (Pomorskie), [dostęp 2012-03-04].
- Machura Z., O księżnych i książętach znanych z historii miasta Słupska (pol.), Słupsk 2008, ISBN 83-89329-44-1, [dostęp 2012-03-06].
- Madsen U., Bogislaw X. „Der Große” Herzog von Pommern Regierungszeit 1471 – 1523 (niem.), [dostęp 2011-10-15].
- Maziejuk J., Słupski pomnik księcia Bogusława X (pol.), [w:] Regionalny Magazyn Społeczno-Kulturalny „Naji Gòchë”, nr 2-4/2010 (43-45), [dostęp 2011-10-15].
- Mechło W., Bogusław i Anna (pol.), [dostęp 2012-03-04].
- Ministerstwo Spraw Zagranicznych Rzeczypospolitej Polskiej, Płaskorzeźbione kwatery z ołtarza w Wkryujściu (pol.), [dostęp 2012-03-10].
- Pawlak S., Ołtarz Bogusława X już prawie kompletny (pol.), [dostęp 2012-03-10].
- Pawlak S., Powrócił ołtarz (pol.), [dostęp 2012-03-10].
- PPHiU Meteor Sp. z.o.o., Agroturystyka Książę Bogusław X w Łącku i w Postominie (pol.), [dostęp 2012-03-04].
- Rada Osiedla nr 6 w Policach, Nasze osiedle (pol.), [dostęp 2012-03-04].
- Rada Rodziny Trzebiatowskich, Rodzina Trzebiatowskich (strona oficjalna) (pol.), [dostęp 2011-10-15].
- Urząd Miasta Szczecin, Pomniki i tablice w Szczecinie (pol.), [dostęp 2012-03-04].
- Urząd Miejski w Słupsku, Uroczyste odsłonięcie pomnika księcia Bogusława X na dziedzińcu Zamku Książąt Pomorskich (pol.), [dostęp 2012-03-04].
- Winiarski M., Legenda Długosza (pol.), [dostęp 2012-03-04].
- Zamek Książąt Pomorskich w Szczecinie, Historia zamku (pol.), [dostęp 2012-03-05].

### Opracowania prasowe online
- Kuczkowski A., Dwa wydarzenia z czasów panowania Bogusława X (pol.), „Nasze Pomorze”, Rocznik Muzeum Zachodnio-Kaszubskiego w Bytowie, nr 8, 2006 (wersja elektroniczna), Bytów 2007, ISSN 1640-1239.
- (rz), Coraz bliżej powstania pomnika księcia Bogusława X w Słupsku (pol.), „Moje Miasto”, nr 3 (165) 2010 (wersja elektroniczna), ISSN 1644-4507, [dostęp 2012-03-05].

### Literatura dodatkowa (opracowania)
- Edward Rymar, Wielka podróż Wielkiego Księcia: wyprawa Bogusława X Pomorskiego na niemiecki dwór królewski, do Ziemi Świętej i Rzymu (1496-1498), Szczecin: Książnica Pomorska, 2004, ISBN 83-87879-45-2, OCLC 830614762. Brak numerów stron w książce

### Literatura dodatkowa (online)
- Kuriata Cz., Bogusław X, poemat historyczny (pol.), [dostęp 2012-03-04].
- Schmidt R., Bogislaw X. Herzog von Pommern (niem.), [w:] NDB, ADB Deutsche Biographie (niem.), [dostęp 2012-03-03].
- Witkiewicz T., Monety pomorskie – pomysł na ciekawą i niepowtarzalną kolekcję (cz. I) (pol.), [dostęp 2012-03-10].